# Кайл Стольк
Кайл Стольк (англ. Kyle Stolk, 28 червня 1996) — південноафриканський плавець.
Призер юнацьких Олімпійських Ігор 2014 року, учасник Ігор 2016 року.
Чемпіон Європи з водних видів спорту 2016 року, призер 2018 року.